# Elecciones estatales de Guanajuato de 2024
Las elecciones estatales de Guanajuato de 2024 se llevaron a cabo el domingo 2 de junio de 2024, y en ellas se renovaron los titulares de los siguientes cargos de elección popular del estado mexicano de Guanajuato:
- Gobernador del Estado: Titular del poder ejecutivo del Estado, electo para un periodo de seis años no reelegibles en ningún caso. La candidata electa fue Libia García Muñoz Ledo.
- 36 diputados estatales: 22 diputados electos por mayoría relativa y 14 designados mediante representación proporcional para integrar la LXVI Legislatura.
- 46 ayuntamientos: Compuestos por un presidente municipal, un síndico y un grupo de regidores, electos para un periodo de tres años.

## Antecedentes
En la última elección de gobernador, celebrada el 1 de junio de 2018, el candidato ganador fue Diego Sinhue Rodríguez Vallejo, postulado por la coalición «Por Guanajuato al Frente», integrada por el Partido Acción Nacional (PAN), el Partido de la Revolución Democrática (PRD) y el partido Movimiento Ciudadano (MC). Rodríguez ganó los comicios con el respaldo de un millón 143 mil votos, equivalentes al 49.9% de los votos emitidos. Su rival más cercano fue Ricardo Sheffield, postulado por la coalición «Juntos Haremos Historia» —integrada por el partido Movimiento Regeneración Nacional (Morena), el Partido del Trabajo (PT) y el Partido Encuentro Social (PES)—, que recibió el 553 mil votos, equivalentes al 24.1% de los sufragios totales. El triunfo de Rodríguez Vallejo ratificó el mandato del Partido Acción Nacional en Guanajuato, Estado que es gobernado de manera ininterrumpida por el PAN desde 1991.
En la última elección de diputados del Congreso del Estado de Guanajuato, realizada el 6 de junio de 2021, el Partido Acción Nacional fue la fuerza política más votada, con 843 mil votos, equivalentes al 41.7% de los sufragios emitidos. El PAN además triunfó en 21 de los 22 distritos electorales del Estado, garantizándose la mayoría absoluta en la LXV Legislatura, compuesta por un total de 36 representantes. La segunda fuerza política más votada fue el partido Morena, que recibió 456 mil sufragios, iguales a 22.5% de la votación. Su representación en el congreso consistió de un único diputado de mayoría relativa y siete de representación proporcional.

## Legislación

### Sistema electoral
El Gobernador del Estado de Guanajuato es el titular del poder ejecutivo del estado. La constitución estatal establece que su elección de debe ser «por votación directa, secreta, uninominal y por mayoría relativa de los ciudadanos guanajuatenses». Para ser gobernador del estado es necesario «ser ciudadano mexicano por nacimiento, originario del Estado o con residencia efectiva no menor de cinco años inmediatamente anteriores al día de la elección; estar en ejercicio de sus derechos; y tener por lo menos treinta años cumplidos al día de la elección». El candidato electo inicia su mandato el 26 de septiembre y gobierna durante seis años. La persona que haya sido electa por sufragio como gobernador del Estado está impedida para volver a ejercer el mismo cargo, sin excepción alguna.
El Congreso del Estado de Guanajuato es el depositario del poder legislativo del estado. Está integrado por «representantes populares electos en su totalidad cada tres años, mediante votación libre, directa y secreta». El Congreso está compuesto por 36 diputados, de los cuales son «veintidós diputados electos según el principio de mayoría relativa, mediante el sistema de distritos electorales uninominales, y catorce diputados electos según el principio de representación proporcional, mediante un sistema de listas». Para ser diputado es necesario «ser ciudadano guanajuatense en ejercicio de sus derechos y tener residencia en el Estado cuando menos de dos años anteriores a la fecha de la elección». Los diputados pueden ser reelectos hasta por cuatro periodos consecutivos (cumpliendo un total de 12 años en el cargo, o cuatro legislaturas). Para la reelección es necesario que el diputado se postule por el mismo partido que lo nominó en su último triunfo, o que el diputado renuncie al partido que lo postuló antes de cumplir la mitad de su mandato.

### Partidos políticos
En las elecciones estatales tienen derecho a participar los siete partidos políticos nacionales: Partido Acción Nacional (PAN), Partido Revolucionario Institucional (PRI), Partido de la Revolución Democrática (PRD), Partido del Trabajo (PT), Partido Verde Ecologista de México (PVEM), Movimiento Ciudadano (MC) y Movimiento Regeneración Nacional (Morena).

### Distritos electorales
Para la elección de diputados de mayoría relativa del Congreso del Estado de Guanajuato el estado se divide en 22 distritos electorales. La distritación electoral vigente fue publicada por el Instituto Nacional Electoral en julio de 2022.
| Distrito | Cabecera                 | Municipios | Mapa |
| -------- | ------------------------ | ---------- | ---- |
| 1        | Dolores Hidalgo          | 3          |      |
| 2        | San Luis de la Paz       | 8          |      |
| 3        | León                     | 1          |      |
| 4        | León                     | 1          |      |
| 5        | León                     | 1          |      |
| 6        | León                     | 1          |      |
| 7        | León                     | 1          |      |
| 8        | Guanajuato               | 2          |      |
| 9        | San Miguel de Allende    | 3          |      |
| 10       | San Francisco del Rincón | 3          |      |
| 11       | Irapuato                 | 1          |      |
| 12       | Irapuato                 | 1          |      |
| 13       | Cortazar                 | 4          |      |
| 14       | Salamanca                | 1          |      |
| 15       | Celaya                   | 1          |      |
| 16       | Celaya                   | 1          |      |
| 17       | Apaseo el Grande         | 3          |      |
| 18       | Pénjamo                  | 3          |      |
| 19       | Valle de Santiago        | 5          |      |
| 20       | Yuriria                  | 5          |      |
| 21       | León                     | 1          |      |
| 22       | Acámbaro                 | 6          |      |

## Candidaturas y coaliciones

### Fuerza y Corazón por México
|  | Partido Acción Nacional - Candidato a gobernador - 3 diputados: Distritos 1, 14, 16 y 19 - 16 municipios: Acámbaro, Apaseo el Alto, Apaseo el Grande, Celaya, Cortazar, Doctor Mora, Dolores Hidalgo, Guanajuato, Irapuato, Pueblo Nuevo, Purísima del Rincón, Salamanca, Silao, Valle de Santiago, Victoria y Yuriria |
|  | Partido Revolucionario Institucional - 2 diputados: Distritos 13 y 19 - 5 municipios: Jerécuaro, Ocampo, San Felipe, Tarimoro y Uriangato |
|  | Partido de la Revolución Democrática - 1 diputado: Distrito 20 - 1 municipio: Moroleón |

El Partido Acción Nacional (PAN), el Partido Revolucionario Institucional (PRI) y el Partido de la Revolución Democrática (PRD) acordaron competir juntos en las elecciones estatales bajo la alianza «Fuerza y Corazón por México». El 10 de noviembre la coalición designó a la secretaria de desarrollo social del estado de Guanajuato, Libia García Muñoz Ledo, como su única aspirante a la candidatura de la alianza para la gubernatura de Guanajuato.
Para la nominación de alcaldes, la coalición decidió postular candidatos comunes en 22 de los 46 municipios del estado. El Partido Acción Nacional encabeza las candidaturas en 16 municipios, el Partido Revolucionario Institucional realiza la nominación para cinco ayuntamientos y el Partido de la Revolución Democrática en un municipio. Para la integración del congreso estatal, la coalición sólo presenta candidatos de unidad en seis de los 22 distritos del estado. En tres distritos el PAN selecciona al candidato, el PRI en dos distritos y el PRD realiza la nominación en uno.

### Sigamos Haciendo Historia
|  | Movimiento Regeneración Nacional - Candidato a gobernador - 6 diputados: Distritos 1, 12, 14, 15, 16 y 20 |
|  | Partido Verde Ecologista de México - 3 diputados: Distritos 6, 17 y 18                                    |
|  | Partido del Trabajo - 2 diputados: Distritos 9 y 13                                                       |

El 25 de noviembre de 2023 se registró la coalición «Sigamos Haciendo Historia», integrada por el partido Movimiento Regeneración Nacional (Morena), el Partido del Trabajo (PT) y el Partido Verde Ecologista de México (PVEM). Inicialmente el Partido Verde contempló no integrarse a la alianza y postular a su propio candidato a gobernador.
En septiembre de 2023 el partido Movimiento Regeneración Nacional (Morena) anunció el inicio de su proceso de selección para candidato a gobernador, al cual se registraron 27 interesados. El partido definió seleccionar a cuatro personas a través de su comité estatal y a otras dos mediante su comité nacional. Ambos organismos debían postular igual número de hombres y de mujeres. El 14 de octubre el partido designó como finalistas a Ricardo Sheffield, procurador federal del consumidor; Ernesto Prieto, director del Instituto para Devolver al Pueblo lo Robado; Héctor Tejada, presidente de la Confederación de Cámaras Nacionales de Comercio; Antares Vázquez Alatorre, senadora del Congreso de la Unión y Alma Alcaraz, diputada del Congreso del Estado de Guanajuato.
La coalición designó a su candidato mediante una encuesta. Inicialmente sus resultados iban a ser publicados el 30 de octubre, pero el comité nacional del partido decidió postergar el anuncio hasta el 10 de noviembre. El 11 de noviembre Morena anunció que el candidato ganador de la encuesta era Ricardo Sheffield, sin embargo, el partido decidió concederle la candidatura a Alma Alcaraz por discriminación positiva.
Para la integración del congreso estatal, la coalición postula candidatos comunes en once de los veintidós distritos del estado. El partido Morena postula a los candidatos en seis distritos, el Partido Verde nomina a tres diputados y el Partido del Trabajo encabeza la coalición en dos distritos. Para la integración de los ayuntamientos, la coalición decidió no presentar candidaturas de unidad.

### Movimiento Ciudadano
El partido Movimiento Ciudadano (MC) decidió no conformar ninguna coalición para las elecciones estatales de Guanajuato. El partido decidió realizar una encuesta para designar a su candidato para gobernador, con dos aspirantes: Yulma Rocha Aguilar y Dessire Ángel Rocha León, diputadas del Congreso del Estado de Guanajuato. El 21 de noviembre de 2023 el partido designó a Yulma Rocha como su candidata para la gubernatura.

## Encuestas

### Por partido político
| Encuestadora          | Fecha                    | Muestra |       |      |      |      |      |      |       | O/N/NS/NC | MDE   |
| --------------------- | ------------------------ | ------- | ----- | ---- | ---- | ---- | ---- | ---- | ----- | --------- | ----- |
| Encuestadora          | Fecha                    | Muestra |       |      |      |      |      |      |       | O/N/NS/NC | MDE   |
| Campaigns & Elections | 23 de julio de 2022      | 400     | 45%   | 7%   | 2%   | 2%   | —    | 4%   | 27%   | 13%       | ±4.9% |
| TREsearch             | 1 de septiembre de 2022  | 1000    | 34.4% | 3.9% | 0.4% | 0.8% | —    | 0.8% | 30.9% | 3.6%      | —     |
| Rubrum                | 1 de septiembre de 2022  | 1000    | 39.0% | 7.1% | —    | —    | —    | 5.1% | 31.1% | 17.7%     | ±3.8% |
| Demoscopia digital    | 15 de septiembre de 2022 | 1000    | 31.9% | 6.1% | 0.9% | 3.8% | 0.8% | 6.3% | 26.8% | 23.4%     | ±3.8% |
| Rubrum                | 5 de octubre de 2022     | 1000    | 37.6% | 5.6% | —    | —    | —    | 4.6% | 35.9% | 16.3%     | ±3.8% |
| Demoscopia digital    | 20 de octubre de 2022    | 1000    | 32.8% | 5.6% | 1.1% | 2.7% | 0.9% | 7.1% | 25.3% | 24.5%     | ±3.9% |
| TREsearch             | 1 de noviembre de 2022   | 1000    | 31.6% | 4.0% | 0.3% | 1.9% | —    | 3.4% | 28.8% | 30.0%     | ±3.9% |
| Rubrum                | 4 de noviembre de 2022   | 1000    | 38.5% | 5.1% | —    | —    | —    | 4.2% | 36.4% | 16.1%     | ±3.8% |
| Rubrum                | 1 de diciembre de 2022   | 1000    | 37.0% | 5.0% | —    | —    | —    | 6.1% | 34.3% | 18.0%     | ±3.8% |
| Campaigns & Elections | 5 de diciembre de 2022   | 400     | 41%   | 6%   | —    | 1%   | 1%   | 5%   | 28%   | 18%       | ±4.9% |
| Campaigns & Elections | 1 de febrero de 2023     | 400     | 41%   | 6%   | —    | 1%   | 2%   | 4%   | 30%   | 16%       | ±4.9% |
| Grupo Impacto         | 7 de febrero de 2023     | 600     | 39%   | 8%   | 5%   | 1%   | 3%   | 3%   | 32%   | 9%        | ±3.9% |
| Campaigns & Elections | 23 de marzo de 2023      | 400     | 46%   | 7%   | —    | 1%   | 3%   | 5%   | 29%   | 9%        | ±4.9% |
| Campaigns & Elections | 3 de mayo de 2023        | 400     | 43%   | 5%   | —    | 1%   | 2%   | 6%   | 25%   | 18%       | ±4.9% |
| Campaigns & Elections | 20 de junio de 2023      | 400     | 38%   | 4%   | —    | 2%   | 2%   | 6%   | 33%   | 15%       | ±4.9% |
| Rubrum                | 5 de julio de 2023       | 1000    | 39.4% | 5.3% | —    | —    | —    | 4.3% | 36.9% | 14.1%     | ±3.8% |
| Campaigns & Elections | 19 de febrero de 2024    | 400     | 40%   | 6%   | 2%   | 2%   | 3%   | 5%   | 30%   | 12%       | ±4.9% |

### Por candidato
| Encuestadora          | Fecha                    | Muestra | García | Alcaraz | Rocha | N/NS/NC | MDE   |
| --------------------- | ------------------------ | ------- | ------ | ------- | ----- | ------- | ----- |
| Encuestadora          | Fecha                    | Muestra |        |         |       | N/NS/NC | MDE   |
| Campaigns & Elections | 14 de noviembre de 2023  | 400     | 52%    | 29%     | 7%    | 12%     | ±4.9% |
| La Encuesta MX        | 5 de diciembre de 2023   | 1000    | 58.3%  | 30.5%   | 6.2%  | 5.0%    | ±3.5% |
| Rubrum                | 19 de diciembre de 2023  | 1000    | 41.7%  | 36.6%   | 6.3%  | 15.4%   | ±3.8% |
| La Encuesta MX        | 19 de diciembre de 2023  | 1000    | 51.9%  | 31.3%   | 5.5%  | 4.1%    | ±3.5% |
| Rubrum                | 2 de enero de 2024       | 1000    | 42.7%  | 34.0%   | 6.1%  | 17.2%   | ±3.8% |
| Poligrama             | 2 de enero de 2024       | 1000    | 43.5%  | 32.2%   | 5.6%  | 18.6%   | ±3.1% |
| Campaigns & Elections | 9 de enero de 2024       | 400     | 49%    | 31%     | 5%    | 15%     | ±4.9% |
| La Encuesta MX        | 11 de enero de 2024      | 1000    | 56.9%  | 33.8%   | 4.4%  | 4.9%    | ±3.5% |
| Rubrum                | 30 de enero de 2024      | 1000    | 39.2%  | 31.9%   | 5.4%  | 23.5%   | ±3.8% |
| Electoralia           | 3 de febrero de 2024     | 1000    | 55.1%  | 35.1%   | 4.7%  | 5.1%    | ±3.5% |
| Campaigns & Elections | 6 de febrero de 2024     | 400     | 47%    | 29%     | 5%    | 19%     | ±4.9% |
| Demoscopia digital    | 24 de febrero de 2024    | 1000    | 44.7%  | 33.9%   | 4.1%  | 17.3%   | ±3.8% |
| Rubrum                | 2 de marzo de 2024       | 1000    | 42.2%  | 33.6%   | 3.8%  | 20.4%   | ±3.8% |
| Electoralia           | 5 de marzo de 2024       | 1000    | 53.2%  | 37.4%   | 4.4%  | 5.0%    | ±3.5% |
| Campaigns & Elections | 6 de marzo de 2024       | 400     | 46%    | 30%     | 5%    | 19%     | ±4.9% |
| Gobernarte            | 23 de marzo de 2024      | 1000    | 43%    | 33%     | 4%    | 20%     | ±3.8% |
| Rubrum                | 2 de abril de 2024       | 1000    | 45.6%  | 35.5%   | 4.5%  | 14.4%   | ±3.8% |
| Campaigns & Elections | 2 de abril de 2024       | 400     | 48%    | 33%     | 3%    | 16%     | ±4.9% |
| Demoscopia digital    | 2 de abril de 2024       | 1000    | 45.8%  | 32.6%   | 5.2%  | 16.4%   | ±3.8% |
| El Universal          | 23 a 26 de abril de 2024 | 1000    | 44.9%  | 33%     | 8.9%  | 13.2%   | 3.1%  |
| Gobernarte            | 30 de abril de 2024      | 1500    | 42%    | 37%     | 4%    | 17%     | ±3.7% |
| La Encuesta MX        | 2 de mayo de 2024        | 1000    | 50.5%  | 40.3%   | 4.7%  | 4.5%    | ±3.5% |
| Demoscopia digital    | 6 de mayo de 2024        | 1000    | 48.4%  | 30.3%   | 4.1%  | 17.2%   | ±3.8% |
| Massive Caller        | 8 de mayo de 2024        | 1000    | 45.9%  | 37.3%   | 2.9%  | 13.9%   | ±3.4% |
| La Encuesta MX        | 13 a 15 de mayo de 2024  | 1000    | 51.6%  | 39.8%   | 4.5%  | 4.1%    | ±3.5% |
| Massive Caller        | 16 de mayo de 2024       | 1000    | 46.1%  | 37.7%   | 3.3%  | 12.9%   | ±3.4% |
| El Universal          | 20 a 23 de mayo de 2024  | 1000    | 53.7%  | 40.9%   | 5.4%  | —       | 3.1%  |
| Massive Caller        | 22 de mayo de 2024       | 1000    | 49.9%  | 41.3%   | 8.8%  | —       | ±3.4% |
| Campaigns & Elections | 28 de mayo de 2024       | 400     | 45%    | 34%     | 6%    | 15%     | ±4.9% |
| La Encuesta MX        | 29 de mayo de 2024       | 1000    | 49.1%  | 41.1%   | 5.9%  | 3.9%    | ±3.5% |
| Massive Caller        | 29 de mayo de 2024       | 1000    | 52.1%  | 40.5%   | 7.4%  | —       | ±3.4% |

## Resultados de la Gubernatura
|  | 43.96 % |

|  | 51.21 % |

|  | 5.91 % |

|  | 1.35 % |

|  | 34.48 % |

|  | 41.05 % |

|  | 4.29 % |

|  | 2.28 % |

|  | 5.65 % |

|  | 0.04 % |

|  | 97.90 % |

|  | 2.05 % |

|  | 100.0 % |

|  | 55.95 % |

## Resultados del Congreso
|  | 39.14 % |

|  | 33.27 % |

|  | 7.47 % |

|  | 7.27 % |

|  | 5.53 % |

|  | 2.54 % |

|  | 1.13 % |

|  | 3.66 % |

|  | 96.34 % |

#### Distrito I
Municipios: Dolores Hidalgo, Ocampo y San Felipe.

#### Distrito II
Municipios: Atarjea, Doctor Mora, San Diego de la Unión, San Luis de la Paz, Santa Catarina, Tierra Blanca, Victoria y Xichú.
|  | 31.36 % |

|  | 30.14 % |

|  | 16.06 % |

|  | 6.57 % |

|  | 4.47 % |

|  | 3.50 % |

|  | 2.38 % |

|  | 94.48 % |

|  | 5.52 % |

|  | 60.08 % |

#### Distrito III
Municipio: León.
|  | 59.06 % |

|  | 22.18 % |

|  | 6.58 % |

|  | 3.70 % |

|  | 3.24 % |

|  | 1.05 % |

|  | 0.59 % |

|  | 96.40 % |

|  | 3.60 % |

|  | 63.05 % |

#### Distrito IV
Municipio: León.
|  | 48.67 % |

|  | 30.22 % |

|  | 6.94 % |

|  | 4.02 % |

|  | 3.85 % |

|  | 1.35 % |

|  | 0.60 % |

|  | 95.65 % |

|  | 4.32 % |

|  | 54.16 % |

#### Distrito V
Municipio: León.
|  | 50.08 % |

|  | 29.03 % |

|  | 7.62 % |

|  | 3.94 % |

|  | 3.23 % |

|  | 1.17 % |

|  | 0.60 % |

|  | 95.68 % |

|  | 4.32 % |

|  | 54.16 % |

#### Distrito VI
Municipio: León.

#### Distrito VII
Municipio: León.
|  | 53.14 % |

|  | 25.30 % |

|  | 6.46 % |

|  | 3.90 % |

|  | 3.90 % |

|  | 2.21 % |

|  | 0.62 % |

|  | 95.53 % |

|  | 4.47 % |

|  | 65.21 % |

#### Distrito VIII
Municipios: Guanajuato y Silao de la Victoria.
|  | 42.96 % |

|  | 32.93 % |

|  | 6.79 % |

|  | 4.81 % |

|  | 4.77 % |

|  | 2.17 % |

|  | 1.12 % |

|  | 95.55 % |

|  | 44.45 % |

|  | 57.75 % |

#### Distrito IX
Municipios: San José Iturbide y San Miguel de Allende.

#### Distrito X
Municipios: Romita, San Francisco del Rincón y Silao de la Victoria.
|  | 33.93 % |

|  | 28.64 % |

|  | 20.81 % |

|  | 6.10 % |

|  | 4.74 % |

|  | 1.18 % |

|  | 0.65 % |

|  | 96.06 % |

|  | 3.94 % |

|  | 54.15 % |

#### Distrito XI
Municipio: Irapuato.
|  | 47.16 % |

|  | 32.26 % |

|  | 6.92 % |

|  | 3.86 % |

|  | 2.94 % |

|  | 1.93 % |

|  | 0.64 % |

|  | 95.71 % |

|  | 4.29 % |

|  | 54.61 % |

#### Distrito XII
Municipio: Irapuato.

#### Distrito XIII
Municipios: Cortazar, Salvatierra, Santiago Maravatío y Villagrán.

#### Distrito XIV
Municipio: Salamanca.

#### Distrito XV
Municipio: Celaya.

#### Distrito XVI
Municipio: Celaya.

#### Distrito XVII
Municipios: Apaseo el Grande, Comonfort y Santa Cruz de Juventino Rosas.

#### Distrito XVIII
Municipios: Manuel Doblado, Pénjamo y Purísima del Rincón.

#### Distrito XIX
Municipios: Abasolo, Cuerámaro, Huanímaro, Pueblo Nuevo y Valle de Santiago.

#### Distrito XX
Municipios: Jaral del Progreso, Moroleón, Uriangato, Valle de Santiago y Yuriria.

#### Distrito XXI
Municipio: León.
|  | 50.68 % |

|  | 27.39 % |

|  | 8.45 % |

|  | 3.86 % |

|  | 3.72 % |

|  | 1.47 % |

|  | 0.64 % |

|  | 96.21 % |

|  | 3.79 % |

|  | 62.32 % |

#### Distrito XXII
Municipios: Acámbaro, Apaseo el Alto, Coroneo, Jerécuaro, Tarandacuao y Tarimoro.

## Resultados en Ayuntamientos

#### Abasolo
|  | 32.88 % |

|  | 29.88 % |

|  | 29.67 % |

|  | 1.93 % |

|  | 1.02 % |

|  | 0.82 % |

|  | 0.67 % |

|  | 96.88 % |

|  | 3.12 % |

|  | 58.75 % |

#### Atarjea
|  | 52.57 % |

|  | 38.44 % |

|  | 5.59 % |

|  | 0.25 % |

|  | 0.11 % |

|  | 96.97 % |

|  | 3.03 % |

|  | 78.52 % |

#### Comonfort
|  | 44.38 % |

|  | 35.51 % |

|  | 5.61 % |

|  | 3.46 % |

|  | 3.11 % |

|  | 2.51 % |

|  | 1.08 % |

|  | 95.66 % |

|  | 4.34 % |

|  | 49.40 % |

#### Coroneo
|  | 66.13 % |

|  | 18.74 % |

|  | 7.51 % |

|  | 1.43 % |

|  | 95.81 % |

|  | 4.19 % |

|  | 61.44 % |

#### Cuerámaro
|  | 32.50 % |

|  | 24.37 % |

|  | 19.58 % |

|  | 18.39 % |

|  | 1.41 % |

|  | 96.24 % |

|  | 3.76 % |

|  | 53.18 % |

#### Huanímaro
|  | 31.08 % |

|  | 25.58 % |

|  | 23.92 % |

|  | 13.97 % |

|  | 0.29 % |

|  | 97.21 % |

|  | 2.79 % |

|  | 60.87 % |

#### Jaral del Progreso
|  | 43.17 % |

|  | 29.71 % |

|  | 16.36 % |

|  | 2.81 % |

|  | 2.71 % |

|  | 1.57 % |

|  | 0.62 % |

|  | 96.94 % |

|  | 3.06 % |

|  | 63.67 % |

#### León
|  | 52.91 % |

|  | 25.97 % |

|  | 9.25 % |

|  | 3.38 % |

|  | 2.97 % |

|  | 0.99 % |

|  | 0.46 % |

|  | 95.93 % |

|  | 4.07 % |

|  | 59.77 % |

#### Manuel Doblado
|  | 45.17 % |

|  | 37.23 % |

|  | 8.58 % |

|  | 2.80 % |

|  | 1.14 % |

|  | 1.05 % |

|  | 95.97 % |

|  | 4.03 % |

|  | 57.26 % |

#### Pénjamo
|  | 41.49 % |

|  | 37.98 % |

|  | 7.53 % |

|  | 4.02 % |

|  | 2.61 % |

|  | 1.32 % |

|  | 94.94 % |

|  | 5.06 % |

|  | 47.82 % |

#### Romita
|  | 44.10 % |

|  | 26.93 % |

|  | 19.50 % |

|  | 4.65 % |

|  | 2.00 % |

|  | 97.18 % |

|  | 2.82 % |

|  | 59.71 % |

#### Salvatierra
|  | 55.64 % |

|  | 24.94 % |

|  | 4.73 % |

|  | 4.05 % |

|  | 3.70 % |

|  | 1.96 % |

|  | 95.01 % |

|  | 4.99 % |

|  | 51.57 % |

#### San Diego de la Unión
|  | 41.28 % |

|  | 29.93 % |

|  | 11.71 % |

|  | 8.95 % |

|  | 2.48 % |

|  | 1.69 % |

|  | 0.27 % |

|  | 96.32 % |

|  | 3.68 % |

|  | 60.91 % |

#### San Francisco del Rincón
|  | 38.74 % |

|  | 27.95 % |

|  | 19.45 % |

|  | 4.98 % |

|  | 3.52 % |

|  | 1.10 % |

|  | 0.49 % |

|  | 96.24 % |

|  | 3.76 % |

|  | 56.09 % |

#### San José Iturbide
|  | 34.44 % |

|  | 28.14 % |

|  | 16.23 % |

|  | 7.06 % |

|  | 6.66 % |

|  | 3.59 % |

|  | 96.11 % |

|  | 3.89 % |

|  | 56.55 % |

#### San Luis de la Paz
|  | 36.12 % |

|  | 24.96 % |

|  | 16.13 % |

|  | 5.76 % |

|  | 5.10 % |

|  | 3.72 % |

|  | 1.80 % |

|  | 1.51 % |

|  | 95.11 % |

|  | 4.89 % |

|  | 53.82 % |

#### San Miguel de Allende
|  | 34.18 % |

|  | 33.00 % |

|  | 20.31 % |

|  | 2.32 % |

|  | 2.17 % |

|  | 1.63 % |

|  | 1.36 % |

|  | 0.85 % |

|  | 95.81 % |

|  | 4.19 % |

|  | 54.34 % |

#### Santa Catarina
|  | 47.43 % |

|  | 36.57 % |

|  | 12.00 % |

|  | 0.88 % |

|  | 0.59 % |

|  | 0.12 % |

|  | 97.59 % |

|  | 2.41 % |

|  | 68.50 % |

#### Santa Cruz de Juventino Rosas
|  | 34.96 % |

|  | 20.91 % |

|  | 17.92 % |

|  | 13.63 % |

|  | 5.58 % |

|  | 1.88 % |

|  | 1.36 % |

|  | 96.23 % |

|  | 3.77 % |

|  | 61.08 % |

#### Santiago Maravatío
|  | 51.10 % |

|  | 45.39 % |

|  | 0.86 % |

|  | 0.33 % |

|  | 97.68 % |

|  | 2.32 % |

|  | 65.41 % |

#### Tarandacuao
|  | 36.02 % |

|  | 33.79 % |

|  | 18.49 % |

|  | 5.15 % |

|  | 1.87 % |

|  | 0.98 % |

|  | 96.30 % |

|  | 3.70 % |

|  | 54.52 % |

#### Tierra Blanca
|  | 41.53 % |

|  | 37.02 % |

|  | 16.48 % |

|  | 1.31 % |

|  | 1.26 % |

|  | 97.59 % |

|  | 2.41 % |

|  | 74.19 % |

#### Villagrán
|  | 41.44 % |

|  | 37.11 % |

|  | 8.39 % |

|  | 5.70 % |

|  | 2.83 % |

|  | 1.41 % |

|  | 96.88 % |

|  | 3.12 % |

|  | 61.50 % |

#### Xichú
|  | 47.14 % |

|  | 27.62 % |

|  | 17.59 % |

|  | 1.70 % |

|  | 1.08 % |

|  | 0.66 % |

|  | 95.78 % |

|  | 4.22 % |

|  | 65.92 % |